# 리처드 커
리처드 존 커(영어: Richard John Keogh, 1986년 8월 11일 ~ )는 잉글랜드 출생 아일랜드의 축구 선수로 현재 EFL 챔피언십 블랙풀 FC에서 수비수로 활약하고 있다.

## 선수 경력

### 클럽
2004년 스토크 시티에서 데뷔한 직후 아이슬란드 1부 리그의 비킨구르 FC로 임대 이적하여 공식전 11경기를 소화했다.
이후 브리스틀 시티로 이적하여 2006-07 시즌 공식전 43경기 4골로 잉글랜드 3부 리그 준우승에 기여하며 2006-07 시즌 브리스틀 시티 선정 올해의 신인상에 이름을 올렸고 2008-09 시즌과 2009-10 시즌에는 칼라일 유나이티드에서 95경기 6골로 2009-10년 EFL 트로피 준우승에 관여하며 칼라일 유나이티드 선정 올해의 선수상에 뽑혔다.
그리고 2010-11 시즌부터 2011-12 시즌까지 코번트리 시티 소속으로 95경기에 출전하며 팀내 올해의 선수상에 선정되었고 2012-13 시즌부터 2019-20 시즌까지 8시즌동안 더비 카운티에서 무려 356경기 12골로 2013-14 시즌 EFL 챔피언십 승강 플레이오프 결승 진출, 2018-19 시즌 EFL 챔피언십 승강 플레이오프 결승 진출 등에 기여한 것은 물론 팀내 올해의 선수상에도 3차례 이름을 올리며 팀의 정신적 지주로 활약했지만 2번 모두 프리미어리그 승격의 문턱에서 고배를 마셔야만 했다.
그 후 2019-20 시즌이 종료된 뒤 밀턴킨스 던스로 이적하며 2020-21년 EFL 트로피 8강 진출에 관여했고 이후 허더즈필드 타운을 거쳐 블랙풀 FC와 1년간의 입단 계약을 체결했다.

### 국가대표팀
2013년 1월 폴란드와의 친선 경기에서 후반 39분 키어런 클라크와의 교체 투입을 통해 국제 A매치 데뷔전을 치른 후 같은 해 6월 2일 조지아와의 친선 경기에서 A매치 데뷔골을 신고했다.
이후 보스니아 헤르체고비나와의 UEFA 유로 2016 예선 플레이오프 1차전에서 맨 오브 더 매치에 선정되며 아일랜드의 2연속 유로 본선행을 이끌었고 그 뒤 벌어진 본선에서도 2경기에 출전해 아일랜드의 유로 대회 사상 첫 16강 진출이자 2002년 FIFA 월드컵 이후 14년만의 메이저 대회 본선 토너먼트 진출에 기여했다.

## 수상

### 클럽
칼라일 유나이티드
- EFL 트로피 : 준우승 (2009-10)

 더비 카운티
- EFL 챔피언십 : 승강 플레이오프 준우승 및 전체 4위 (2013-14, 2018-19)

### 개인
- 프로 축구 선수 협회 선정 올해의 팀 : 2014-15 (더비 카운티)
- 브리스틀 시티 올해의 신인상 : 2006-07
- 칼라일 유나이티드 올해의 선수상 : 2009-10
- 코번트리 시티 올해의 선수상 : 2010-11, 2011-12
- 더비 카운티 올해의 선수상 : 2012-13, 2015-16, 2018-19
- 더비 카운티 서포터스 선정 올해의 선수상 : 2012-13